# Grahamisia saetosa
Grahamisia saetosa är en stekelart som beskrevs av Vittorio Luigi Delucchi 1962. Grahamisia saetosa ingår i släktet Grahamisia och familjen puppglanssteklar.
Artens utbredningsområde är Tanzania. Inga underarter finns listade i Catalogue of Life.